# Óscar Ruiz-Tagle Humeres
Óscar Ruiz-Tagle Humeres (Viña del Mar, 1920-Santiago, 2013) fue un abogado, académico y empresario chileno, estrecho colaborador del grupo empresarial controlado por la familia Luksic.
Nació del matrimonio conformado por Óscar Ruiz-Tagle Solar y Raquel Humeres Solar.
Se formó en los colegios de los Sagrados Corazones de Viña del Mar y Valparaíso. Más tarde estudió derecho en la Escuela de Leyes de los Sagrados Corazones de Valparaíso, graduándose en diciembre de 1942 con la tesis Guerra marítima y neutralidad.
Comenzó a trabajar con la familia Luksic en 1967. Por largo tiempo se desempeñó como gerente general de la carbonífera Lota-Schwager, después Empresa Nacional del Carbón (Enacar).
Presidió la manufacturera Madeco desde 1969 hasta 2001, cuando dejó su puesto a Guillermo Luksic. Desde entonces fue presidente honorario.
Entre otras actividades, fue profesor universitario de la entidad en la que se formó en la cátedra de Historia Constitucional de Chile y regidor de la Municipalidad de Viña del Mar.
Contrajo matrimonio con María Luisa Domínguez, con quien tuvo cinco hijos, Óscar, Jaime, Pablo, María Elisa e Ignacio.
Entre sus sobrinos se cuentan el empresario y subsecretario de Estado de Sebastián Piñera, Gabriel Ruiz-Tagle y Eugenio Ruiz-Tagle Orrego, ingeniero asesinado en Antofagasta por la llamada Caravana de la Muerte. 